# Liet-Höhle
Die Liet-Höhle, auch „Höhle am hohen Liet“ genannt, ist eine Karsthöhle knapp zwei Kilometer südöstlich von Warstein in Nordrhein-Westfalen. Sie steht unter Naturschutz und ist für die Öffentlichkeit nicht zugänglich.

## Beschreibung
Die Liet-Höhle liegt im Warstein-Kallenhardter Kalkmassiv am Rande der Hohen Liet. Die Tropfsteinhöhle wurde 1948 unterhalb der „Hohen Liet“ bei Sprengungen in den Feldmannschen Kalkwerken entdeckt. Sie wurde kurz nach ihrer Entdeckung durch Franz Lotze erforscht. In der Höhle befindet sich ein unterirdischer See, dessen Überlauf Färbeversuchen zufolge mit einer nur zeitweise schüttenden Quelle die Range speist. Bis Ende der 1970er-Jahre folgten weitere teils wissenschaftliche Untersuchungen.
Die stark zerklüftete Kalksteinhöhle erstreckt sich über mehrere Stockwerke. Eine Besonderheit der Liet-Höhle ist die außerordentliche Vielfalt der Sinterbildungen, darunter Massenvorkommen verschiedener Excentriques-Typen, Sinterbecken, Calcitkristalle in Wasserbecken, Calcitröhrchen, -stängel und -büschel.
Im Jahr 1954 wurde die Höhle von Vandalen aufgebrochen und ein Großteil ihres Sinterschmuckes zerstört.
Das Gelände steht seit 1982 mit Erweiterungen von 2003 als Naturschutzgebiet Liethöhle und Bachschwinden des Wäschebaches unter Naturschutz.